# Блок данных протокола
Блок данных протокола
В телекоммуникациях, блок данных протокола — это одиночный блок информации, передаваемый между равноправными объектами компьютерной сети. Блок данных протокола (БДП) состоит из протоколо-зависимой информации и данных пользователя. В многослойных архитектурах коммуникационных протоколов, каждый слой реализует протоколы, адаптированные к определённому типу и режиму обмена данными.
Например, TCP реализует режим передачи с установлением соединения, а его БДП называется сегментом, в то время как блок данных UDP называется дейтаграммой. На более низком уровне протоколов, сетевом, БДП называется пакетом.

## Сети передачи данных с коммутацией пакетов
В контексте сетей передачи данных с коммутацией пакетов блок данных протокола (PDU) лучше всего понимается в сравнении с блоком служебных данных (SDU).
Функции сети реализованы на отдельных «уровнях». Например, отправка единиц и нулей по проводу, оптоволокну и т. д. выполняется на физическом уровне, а организация единиц и нулей в блоки данных и их безопасная доставка в нужное место в сети выполняется на уровне канала передачи данных. Передача блоков данных по нескольким подключенным сетям осуществляется сетевым уровнем, а доставка данных в нужное программное приложение в пункт назначения осуществляется транспортным уровнем. Между уровнями (а также между приложением и самым верхним уровнем) уровни передают служебные блоки данных через интерфейсы. Верхний уровень понимает структуру данных в SDU, а нижний уровень интерфейса — нет; нижний уровень обрабатывает SDU как полезную нагрузку, обязуясь доставить её к тому же интерфейсу в пункте назначения. Для этого уровень протокола (нижний) будет добавлять в SDU определённые данные, необходимые для выполнения его функции; что называется инкапсуляцией . Например, он может добавить номер порта для идентификации приложения, сетевой адрес для помощи с маршрутизацией, код для определения типа данных в пакете и информацию для проверки ошибок. Вся эта дополнительная информация, плюс исходный блок служебных данных с верхнего уровня, составляет блок данных протокола на этом уровне.
SDU и метаданные, добавляемые нижним уровнем, могут быть больше максимального размера PDU этого уровня (известного как максимальная единица передачи ; MTU). В этом случае PDU должен быть разделен на несколько полезных данных размера, подходящего для передачи или обработки нижним уровнем; процесс, известный как фрагментация IP.
Важность этого состоит в том, что PDU — это структурированная информация, которая передается на соответствующий уровень протокола дальше по пути данных, что позволяет уровню предоставлять намеченную функцию или услугу. Соответствующий уровень, или «одноранговый узел», декодирует данные, чтобы извлечь исходную единицу служебных данных, решить, безошибочна ли она и куда отправить её дальше, и т. Д. Если мы уже не достигли самого нижнего (физического) уровня, PDU передается одноранговому узлу с использованием служб следующего более низкого уровня в «стеке» протокола. Когда PDU передает интерфейс от уровня, который его построил, к уровню, который просто доставляет его (и, следовательно, не понимает его внутреннюю структуру), он становится единицей служебных данных для этого уровня. Добавление адресной и управляющей информации (инкапсуляция) к SDU для формирования PDU и передача этого PDU на следующий нижний уровень в качестве SDU повторяется до тех пор, пока не будет достигнут самый нижний уровень и данные не пройдут через некоторый носитель в качестве физического сигнала.

## Примеры

### Модель OSI
Единицы данных протокола модели OSI:
- Уровень 4: PDU транспортного уровня — это сегмент или дейтаграмма.
- Уровень 3: PDU сетевого уровня — это пакет.
- Уровень 2: PDU канального уровня — это кадр.
- Уровень 1: PDU физического уровня — это бит или, в более общем смысле, символ.

### Набор интернет-протоколов
Единицы данных протокола для набора интернет-протоколов :
- Транспортный уровень PDU является сегментом для TCP и дейтаграммой для UDP
- Интернет слой PDU, является пакет.
- Канальный уровень PDU, является кадром.

В TCP / IP через Ethernet данные на физическом уровне передаются в кадрах Ethernet.

### Асинхронная передача данных
В асинхронных протоколах передачи данных блок данных называется ячейкой.